# Tenholt
Tenholt ist ein Dorf im Stadtgebiet von Erkelenz (Kreis Heinsberg) in Nordrhein-Westfalen.

## Geographie
Tenholt liegt am Südrand der Erkelenzer Börde. Südlich des Dorfes beginnt das Baaler Riedelland.

### Lage
Tenholt liegt etwa drei Kilometer südlich des Stadtzentrums von Erkelenz. Zwischen dem Stadtkern und dem Dorf liegen die Autobahn 46 und der Gewerbe- und Industriepark Commerden (GIPCO). Im Osten führt die Eisenbahnlinie Aachen-Düsseldorf in einem künstlichen Geländeeinschnitt direkt an Tenholt vorbei. Eine Eisenbahnbrücke verbindet den Ort mit einigen im Außenbereich liegenden Wohnhäusern. Daran anschließend liegt der Wahnenbusch, mit 25 Hektar das größte Waldgebiet der Stadt.
Weitere Dörfer der Stadt Erkelenz um Tenholt herum sind im Nordosten Bellinghoven, im Osten Immerath (neu), im Süden Lövenich, und im Westen Granterath mit Genehen.

### Siedlungsform

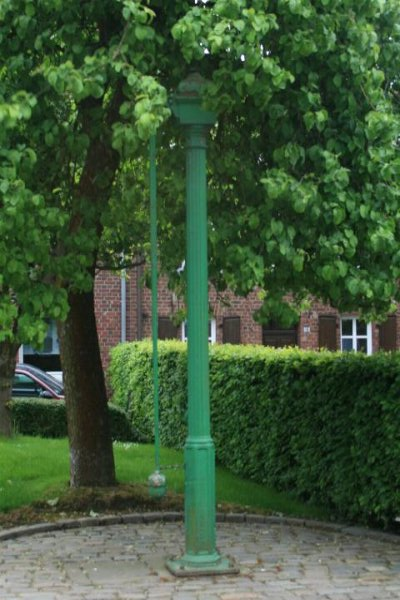
Wasserpumpe aus dem 19. Jahrhundert

Tenholt ist ein Angerdorf. Das Dorf erstreckt sich in Nord-Süd-Richtung um den Dorfanger. Auf dem Anger befinden sich heute Obstwiesen, Festwiesen, ein Spielplatz, eine offene Schutzhütte, ein Brunnen, eine Wasserpumpe, ein Teich und eine Kirche.

### Ortsnamen
Der Ortsname Tenholt bedeutet am Wald oder zum Wald.

## Geschichte
Tenholt ist als eine der letzten Siedlungen im Erkelenzer Land gegründet worden. Der Ortsname weist darauf hin, dass dies zur Zeit der zweiten Rodungsphase im 12. bis 13. Jahrhundert, auch Ausbauperiode genannt, geschah. Die Siedlung wurde erstmals 1309 in einer Urkunde erwähnt. Tenholt gehörte seit dem Mittelalter zur Stadt Erkelenz. Am 26. Februar 1945 wurde das Dorf von amerikanischen Soldaten der 102. Infanteriedivision der 9. US-Armee im Zuge der Operation Grenade eingenommen.

## Religion

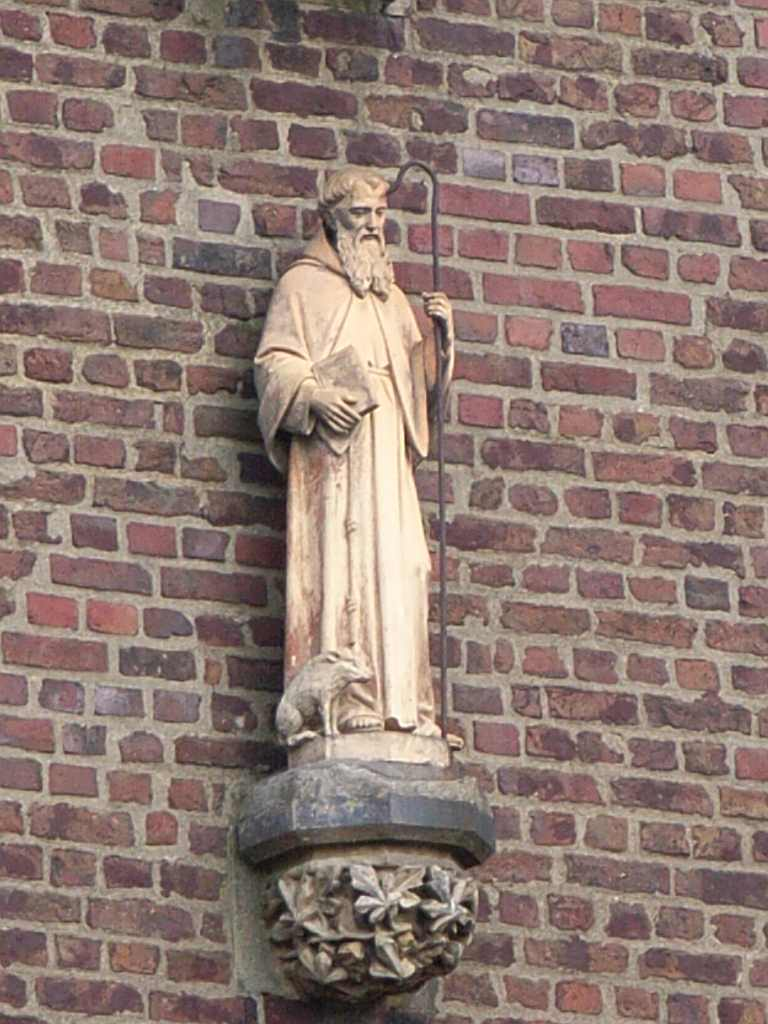
Antoniusdarstellung mit Schwein an der St.-Antoniuskapelle

Die Bevölkerung ist überwiegend katholisch. Für das Jahr 1605 ist eine Kapelle überliefert. Diese war dem Hl. Antonius geweiht. 1863 wurde ein neues Kapellengebäude errichtet. 1898 wurde ein Pfarrhaus gebaut. 1901 wurde die selbstständige Kapellengemeinde, das Rektorat Tenholt errichtet. Bis dahin hatte der Ort immer zur Pfarrgemeinde Erkelenz gehört.
1903 wurde der Pfarrgemeinde ein Friedhofsgelände gestiftet.
Tenholt wurde am 1. Januar 2010 Teil der Pfarrgemeinde St. Maria und Elisabeth Erkelenz, diese ist seit 2015 Teil der Pfarrei Christkönig Erkelenz, die das gesamte Stadtgebiet abdeckt.

## Infrastruktur

### Wirtschaft
Die Gaststätte Zum Kuhstall liegt mit ihrer Außenterrasse direkt am Dorfanger. Das Dorf weist eine Gärtnerei, einen Sanitär- und Heizungsbetrieb, einen Elektroinstallationsbetrieb, einen Pferdehof mit Reitstall und nur noch einen Bauernhof im Vollerwerb auf. Die Schuhfabrik Königs wurde 1850 gegründet und hat sich inzwischen auf die Herstellung von Reitstiefeln spezialisiert.

### Verkehr
Ein Radweg führt von Tenholt nach Erkelenz. Das Dorf ist in das Radwegenetz von Nordrhein-Westfalen eingebunden. Rad-Touristiker finden am Dorfanger einen Knotenpunkt vor. Die Mispelbaumtour verläuft durch das Dorf, sie verbindet alle Erkelenzer Ortschaften, die zum Herzogtum Geldern gehörten.
Die AVV-Buslinie EK2 der WestVerkehr verbindet Tenholt wochentags mit Erkelenz, Lövenich und Katzem.
Zudem verkehrt der Multi-Bus seit dem 9. Juni 2024 kreisweit erweitert und zu einheitlichen Bedienzeiten. Mehr Informationen gibt es bei
WestVerkehr.
| Linie | Verlauf                                                                     |
| ----- | --------------------------------------------------------------------------- |
| EK2   | (Erkelenz ZOB –) Erkelenz Bf – Tenholt – Lövenich – (Kleinbouslar →) Katzem |

### Dorfarchiv
Das umfangreiche Dorfarchiv wurde von der Heimatforscherin und Studiendirektorin Therese Frauenrath (1921–2007) angelegt und befindet sich heute im Stadtarchiv Erkelenz. Für ihr Engagement wurde sie 1990 mit dem Rheinlandtaler ausgezeichnet.

### St.-Antonius-Saal
Der moderne Saal wurde von der Pfarrgemeinde hinter dem ehemaligen Pfarrhaus errichtet.

## Sehenswürdigkeiten
- Der Dorfanger
- Die St.-Antonius-Kapelle, erbaut 1863

## Regelmäßige Veranstaltungen
- Antonius-Oktav im Januar
- Karnevalssitzung
- Kirmes am ersten Wochenende im August, jährlich organisiert vom Radsportverein Adler Tenholt 1903 e. V.
- Rock-Metalfestival „Metal de Houte“ auf dem Gelände der Lucifer’s Dragons Tenholt, seit dem 3. September 2009 jährlich
- Tenholter Weihnachtsmarkt um die Grillhütte am 23. Dezember seit 2011 jährlich.

## Vereine
- Kirchenchor „Cäcilia“ Tenholt/Granterath/Hetzerath
- Männergesangverein Harmonie Tenholt e. V.
- MC Lucifer’s Dragon
- Radsportverein Adler Tenholt 1903 e. V.
- Tenholter Karnevalsverein (TKV)

## Persönlichkeiten
- Adolf Horion (* 12. Juli 1888 in Hochneukirch; † 28. Mai 1977 in Überlingen), ein bedeutender Koleopterologe (Käferforscher) war von 1923 bis 1929 Pfarrer in Tenholt. Im benachbarten Wahnenbusch fand er die ersten Käfer für seine umfangreiche Sammlung.